# Oulad Ali Toualaa
Oulad Ali Toualaa (àrab أولاد علي الطوالع) és una comuna rural de la província de Benslimane de la regió de Casablanca-Settat. Segons el cens de 2014 tenia una població total de 5.504 persones.